# 내족지 보행

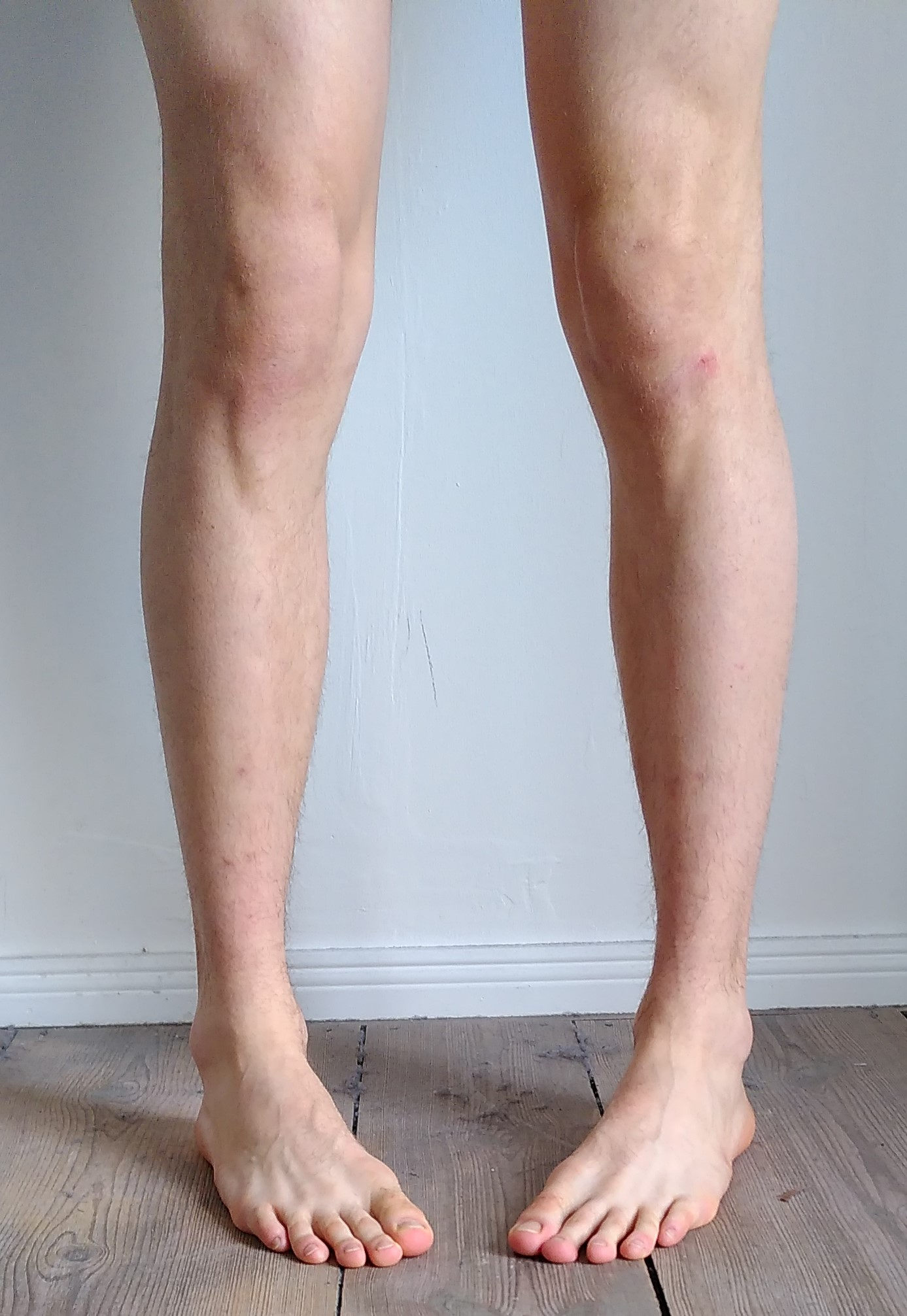

내족지 보행은 걸을 때 발가락이 안쪽으로 향하는 질환이다. 유아와 2세 미만의 어린이에게 흔히 볼 수 있으며 단순한 근육 약화의 결과가 아니라면 일반적으로 정강뼈 굽음, 넙다리뼈 등의 기반이 되는 질병에서 유래한다.

## 진단
내족지 보행은 신체검사만으로 진단이 가능하다.

## 같이 보기
- 내반슬